# Pidula
Pidula est un village d'Estonie situé dans la commune de Saaremaa du comté de Saare.
Avant la réforme administrative des collectivités locales estoniennes (en) de 2017, le village appartenait à la municipalité de Kihelkonna.

## Géographie
Le village est situé sur les rives de la baie de Pidula, au nord-est de l'île de Saaremaa. Cette île, la plus grande de celles qui forment l'archipel de Moonsund, est située dans la mer Baltique, au sud de l'île de Hiiumaa et face à la côte ouest de l'île de Muhu et de l'Estonie continentale.

## Histoire

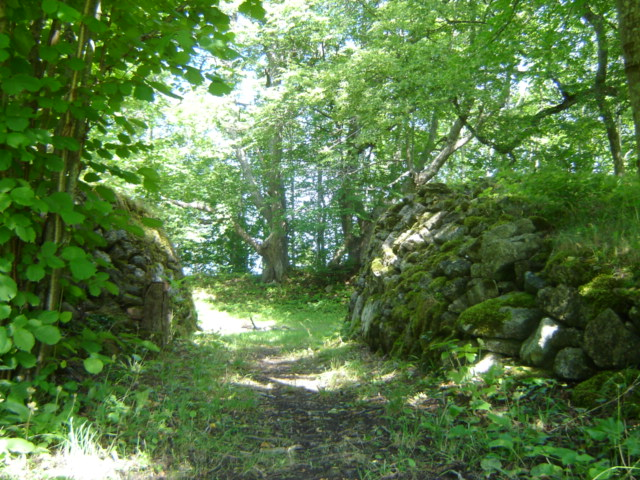
Vestiges d'un château païen estonien (Pidula maalinn)

La région de Pidula était l'un des centres de peuplement les plus importants du nord-ouest de Saaremaa à la fin du Ier millénaire avant l'ère commune. Plusieurs dizaines de tombes en pierre y ont été découvertes, datant de l'âge du fer ancien, ou âge du fer romain. On y trouve également plusieurs tombes à cercueil en pierre, un type spécifique de tombe.
Les vestiges d'un château païen estonien ont été découverts à Pidula. Il date probablement de la première moitié du Ier millénaire après J.-C.
Selon certaines rumeurs, une léproserie aurait été située à Pidula au Moyen Âge, fondée en 1240. Le nom du lieu pourrait provenir du mot « pidal », qui signifiait à la fois lèpre et hospice.
Le manoir de Pidula (et), principal monument du village, a été fondé à la fin du XVIe siècle par Joachim Stärke. Par liens familiaux, le manoir passa aux Stackelberg au début du XVIIe siècle, qui le conservèrent jusqu'en 1772. De 1772 jusqu'à sa cession en 1919, le manoir appartint à la famille Toll, puis fut nationalisé après l'indépendance de l'Estonie. 
De 1923 à 1970, l'école primaire de Pidula fut installée dans le manoir. Les dépendances furent distribuées aux paysans, mais à la fin des années 1930, la plupart avaient été démolies.

## Personnalités
- Adam Friedrich von Stackelberg (et) (1740-1741), chef de la chevalerie estonienne.
- Venno Laul (et) (1938-2018), chef de chœur et professeur de musique estonien, est originaire de Pidula.

## Monuments

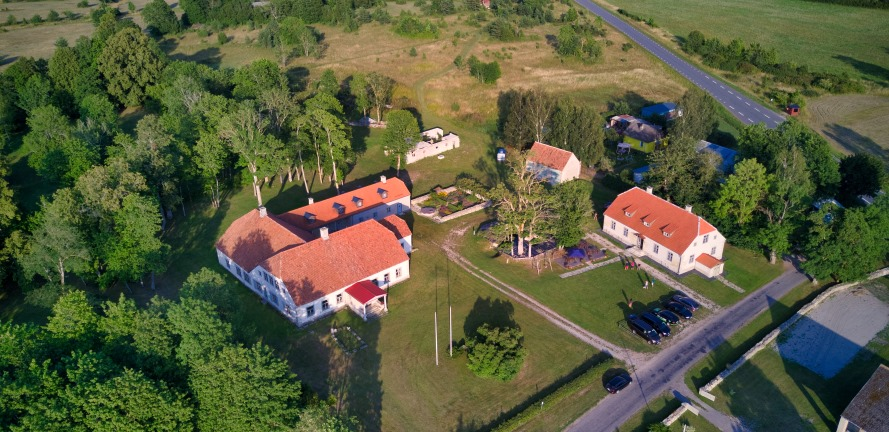
Le manoir de Pidula

Le manoir de Pidula (et) et son étang (et) se trouvent dans le village. L'étang du moulin a été créé en 1803, lors de la construction d'un barrage sur le ruisseau Pidula pour le moulin à eau du manoir de Pidula. La pureté de l'eau des sources d'Odalätsi rend l'étang transparent.
Les tombes en pierre de Pidula (et) se trouvent dans le village.